# 夢見るゴシックシリーズ
『夢見るゴシックシリーズ』（ゆめみるゴシックシリーズ）は、木原敏江による日本の漫画。

## 概要
当初は『それは怪奇なセレナーデ』というタイトルであったが、シリーズ化に伴いタイトルが変更された。英国を舞台にした2作の後、日本編「星降草子（ほしふりのそうし）」とその続編「〈続〉星降草子」が連載された。
『プリンセスGOLD』（秋田書店）にて、2012年2月号より2014年3月号まで連載された。単行本は「プリンセス・コミックス」より全2巻。
2019年1月、NHK-FMの『青春アドベンチャー』で、グレイスの怪死を巡る最初の事件「それは怪奇なセレナーデ」を原作とするオーディオドラマ「夢見るゴシック それは怪奇なセレナーデ」全5回が放送された。同年4月には、「夢みるゴシック それは常世のレクイエム」全5回が「姉妹編」として放送された
。

## あらすじ
19世紀イギリス、貴族であるが平民出身であったため、肩身の狭い思いをしていたポーリーンは、友人グレイスが怪死するという奇妙な出来事に直面する。ポーリーンはグレイスの葬儀に参列していた詩人バイロンと共に事件の謎を探っていく。

## 登場人物
ポーリーン・レミントン
声 - 石川由依
主人公。18歳。思い込みの激しい性格。レミントン家の末娘である母ヘレンが平民でギャンブラーの父ブライアン・フィールズと結婚して生まれたため、祖父にレミントン家を守り立てるよう厳命される。周りから後ろ指をさされ肩身の狭い思いをしている。怪死したグレイスは自分の唯一の理解者であった。
12歳の時に事故で建物の下敷きになりかけるが、両親が身を挺して守ってくれた。「それは常世のレクイエム」で両親の死が描かれたが、2年後に孤児院からレミントン家の祖父に引き取られる際、吸血鬼エドレッドの許婚者メアリアに似ていたため、吸血鬼エドレッドに勝手に花嫁に定められ、エドレッドに横恋慕する魔女王モーヴに恨まれる。
ジョージ・ノエル・ゴードン・バイロン卿
声 - 藤岡正明
イギリスを代表する詩人。第6代バイロン男爵。幼馴染であるグレイスの葬儀に参列し、ポーリーンに出会う。足が不自由ゆえに幼い頃に母親に愛されなかったため、ポーリーンの気持ちを良く理解していて、次第にポーリーンに心惹かれていく。
レミントン
ポーリーンの母方の祖父。ファーストネームは不明。ポーリーンの母親である末娘ヘレンと2人の息子がいたが、ポーリーンの伯父にあたる息子2人は結婚前に軍人となってナポレオンとの戦争で戦死し、次代に繋ぐ頼みの綱だったヘレンは駆け落ちで出奔したため、子供がいることを知るまでは絶望していた。孫娘ポーリーンが孤児院にいることを知り、弁護士を迎えに行かせてポーリーンを引き取った。それ以来、ポーリーンを玉の輿にすべく縁談を期待する日々を過ごす。
グレイス・ロイス
声 - 瑞生桜子
ポーリーンの良き理解者であったが、謎の死を遂げる。実はトレミーが人間ではないと知っても愛するが、彼が自身を同じ身体に作り替えようとしたのを拒み、愛しているのは嘘だと誤解したトレミーに階段から突き落とされてしまう。トレミーが自暴自棄になって塔を爆破しようとした際、殺されても愛するがゆえにトレミーの魂を迎えに来た。
トレミー・フィリクス・ブランドン伯爵
声 - 多田直人
名家であるブランドン伯爵家の当主。生まれつき病弱でついに死亡してしまうが、伯爵家の霊廟に忍び込んだ死体泥棒により解剖用の遺体として盗まれ、ケインズが取り戻した時にはすでに切り刻まれた後だった。雷により復活するが、縫合の跡を見て醜いと嫌悪する女性たちを次々と殺害した。グレイスをも殺害してしまい、彼女の親友であるポーリーンなら愛してくれると自室で改造を企むも失敗。姉やケインズにも裏切られたと思い込んで塔を爆破しようとするが、ポーリーンに憑依したグレイスに連れられて現世を去る。その後、ブランドン伯爵家の家督と爵位は従兄が継いだ。
フレデリック・ケインズ博士
声 - 伊礼彼方
愛称は「フレディ」医師。トレミーの家庭教師兼主治医。ドイツとイタリアの大学で医学を学んだ。トレミーを人外の存在として蘇らせてしまったという罪悪感から英国を離れるが、彼を心配してとレディ・ジェラルダインに対する恋情ゆえに戻って来た。トレミーの2度目の死の後、再び英国を去る。
レディ・ジェラルダイン・ブランドン
声 - 野々すみ花
トレミーの姉。弟の犯行をもみ消してきたが、いよいよ庇いきれなくなってブランドン伯爵家の家名を守るべくバイロン卿を弟の部屋に案内した。実はDr.ケインズを密かに愛しており、彼が想ってくれていることを知り、自身もまた愛を告白する。弟の死後、ケインズを追った。
サミュエル・ペン
22歳。画家。7年前に姉アリスをエドレッドに殺されるが、吸血鬼の存在を信じない周囲に変人扱いされていた。バイロン卿と共に吸血鬼を倒そうと奔走する。ポーリーンに恋心を寄せ、バイロン卿と火花を散らすことになる。
エドレッド・リッズデイル
緑の峡谷と美しい湖のスコットランド北部高地（ハイランズ）のアルバ・グレンモアの氏族（クラン）の長リッズデイル家の若殿。蝋人形にも見える青白い美貌と赤い唇の吸血鬼。恋人メアリアをモーヴに殺され、呪いで魔物に変えられた。一千年前の当時は欧州のキリスト教化が進み、異教の神々が姿を消える頃だったため、それ以降の血を吸った相手はキリスト教徒であり、体内でキリスト教徒の血が濃度を増していた。ポーリーンを見初めた頃にはすでに臨界点に達し、異教とキリスト教の血の比率が逆転しており、キリスト教圏の魔物を倒す杭や銀の銃弾の効力で滅びる体質に変化していた。サミュエルにつきたてられた杭による傷が治らず、銀の銃弾と共に我が身を滅ぼすことをバイロン卿の指摘で気づく。献詩をバイロン卿に請い、彼の詩に送られて呪われた人生を終える。
メアリア
エリン（アイルランド）の王女。エドレッドの許婚者。気弱で病弱な女性だったが、エドレッドと深く愛し合っていた。しかし、モーヴ女王がエドレッドに目をつけたため、邪魔だと水の中に突き落とされて溺死した。
モーヴ
ミッドランドの魔女王。透視能力で評判の占い師「グウェンヤ」と名乗りバイロン卿に助言するが、エドレッドの警戒する「かの女王」だとバイロン卿とエドレッドに看破される。エドレッド曰く「恋多く猛き女王」であり、武勇に優れるも多情な女性。エドレッドに求婚した際、整理したとはいえ、7人の恋人を抱えていた。家柄・美貌・財産・武勇・知性のどれを取ってもエドレッドに相応しい女性は自身だけだと自惚れ、恋敵を排除すればエドレッドが手に入ると思い込んだが、メアリア殺害の罪状は露見しており、拒絶された腹いせにエドレッドに呪いをかけて吸血鬼にした。強すぎる呪いの反動で転生を繰り返すたびに自慢の魔力は弱まり、エドレッドが永劫の生き地獄に幕を下ろしたのを見て転生することなく自らの魔力で自身もまた消滅した。エドレッドに呪いをかけたことは後悔しているが、彼の幸福を壊した罪に対する謝罪をすることはなかった。
レディ・キャロライン
バイロン卿の元恋人。富と権力と美貌を誇る社交界の花形。